# Stora Örlevattnet (Örs socken, Dalsland)
Stora Örlevattnet är en sjö i Melleruds kommun i Dalsland och ingår i Göta älvs huvudavrinningsområde.